# InterÉditions
InterÉditions est une maison d'édition francilienne active de 1976 à 1995. 
D'abord orientée vers les publications universitaires (physique, sociologie, économie, etc.), elle est spécialisée aujourd'hui dans les ouvrages de développement personnel, de coaching et d’épanouissement, tant dans ses composantes psychologiques que spirituelles. Elle constitue désormais une marque et un département des Éditions Dunod.

## Histoire
À la suite de sa dissolution en 1995, la marque éditoriale InterÉditions a été transférée à la société Dunod Éditeur.